# Oculobrium wiesneri
Oculobrium wiesneri är en skalbaggsart som beskrevs av Karl Adlbauer 2005. Oculobrium wiesneri ingår i släktet Oculobrium och familjen långhorningar. Inga underarter finns listade i Catalogue of Life.